# Nokia Arena (Tampere)
La Nokia Arena (également appelée Tampere Areena ou Tampereen Kannen Areena) est une salle omnisports située entre les quartiers Kyttälä, Ratina et Tulli à Tampere en Finlande.

## Présentation
Les clubs de hockey sur glace Tappara et Ilves ont cette salle comme domicile. Elle tire son nom de l'entreprise finlandaise de communication, Nokia, basée à Tampere.
La Nokia Arena a été inaugurée le 3 décembre 2021,.
Sa capacité est de 13 455 places pour les matchs de hockey sur glace. La salle est aménageable pour divers événements. Il est situé à proximité immédiate de la gare de Tampere.

## Galerie

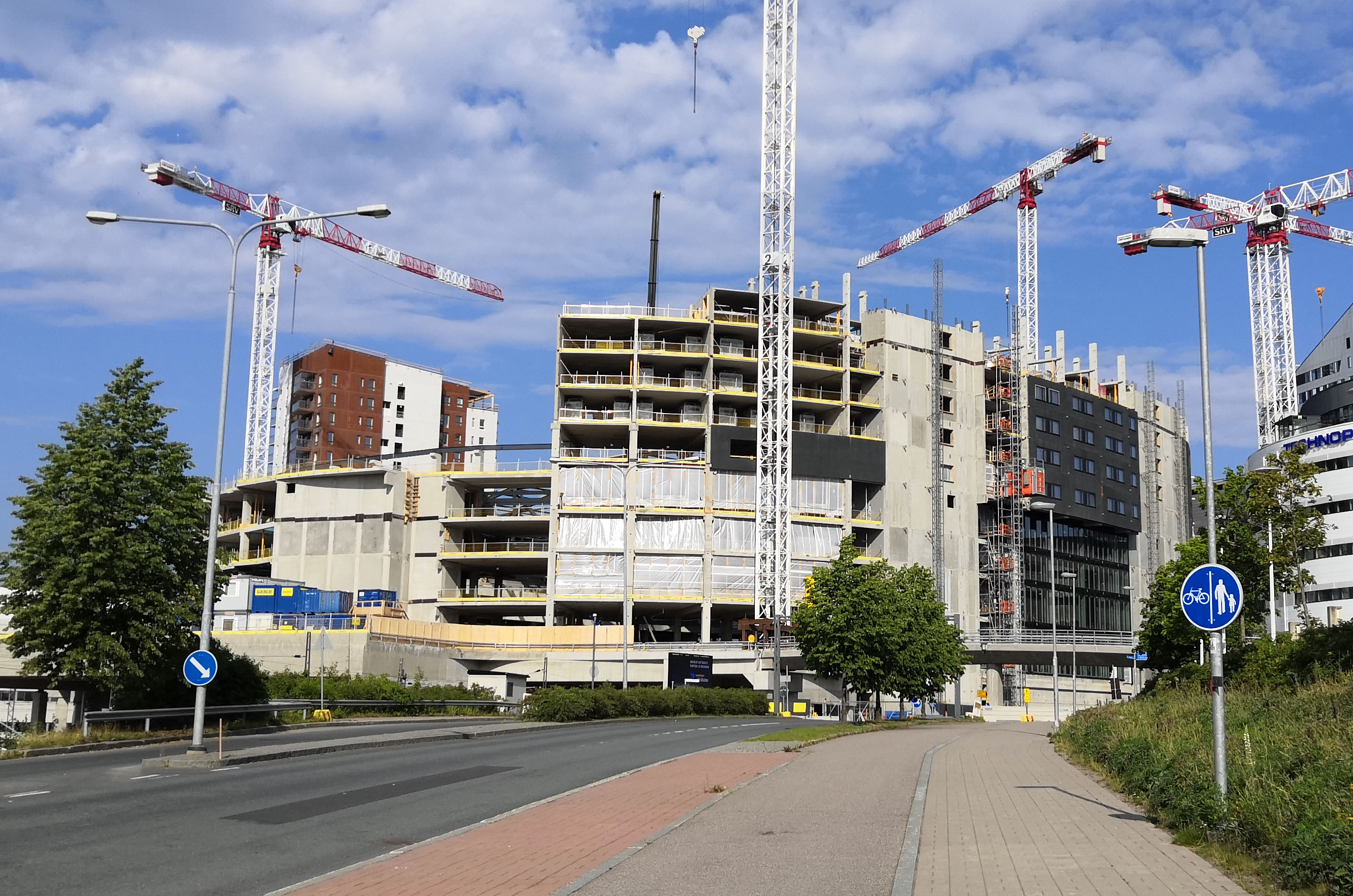
Travaux de construction de l'aréna en août 2020.
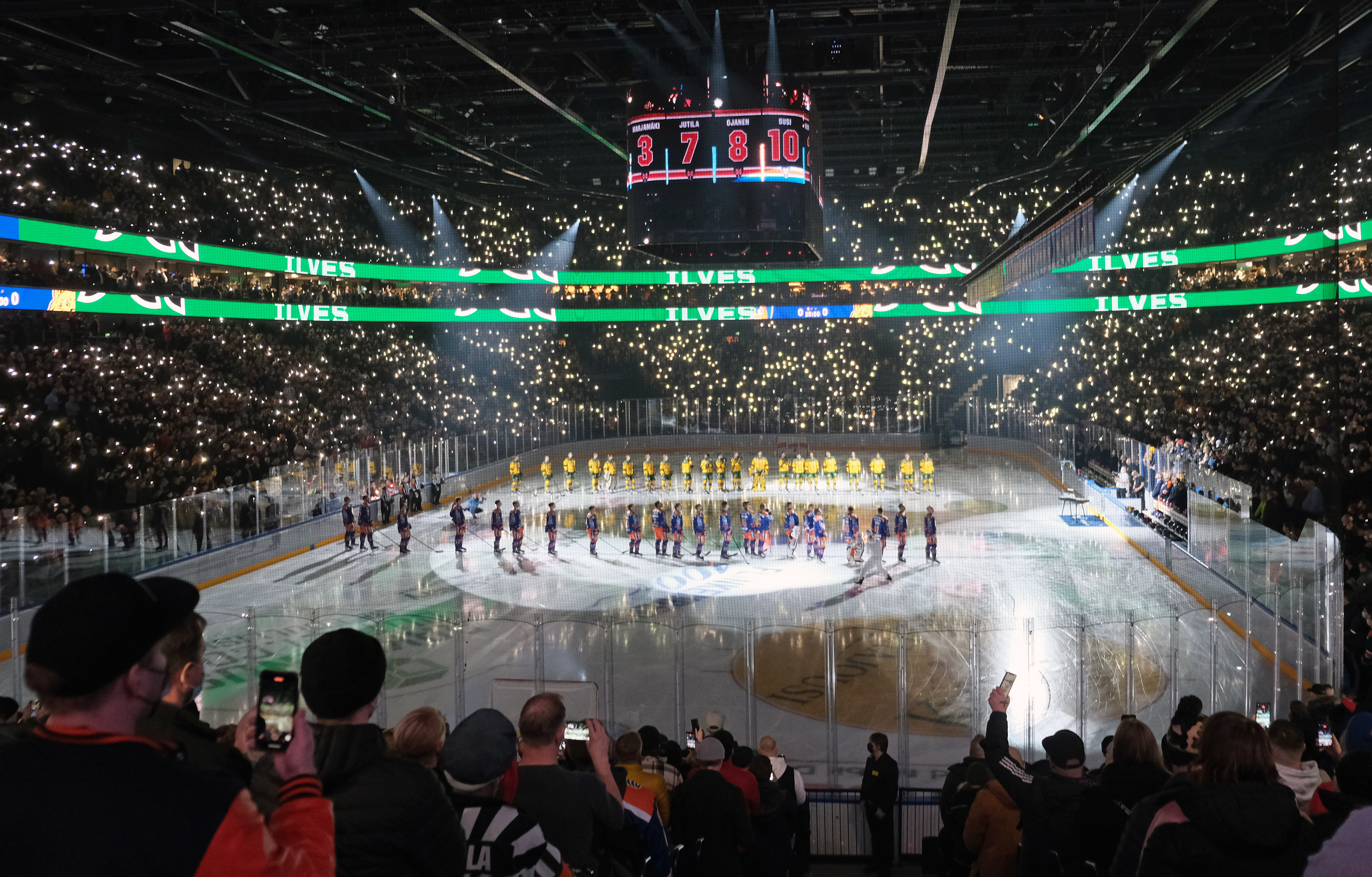
Le match de hockey sur glace entre Tappara et Ilves à l'arène lors de la cérémonie d'ouverture en décembre 2021.